# Мерл бронзовохвостий
Мерл бронзовохвостий (Lamprotornis chalcurus) — вид горобцеподібних птахів родини шпакових (Sturnidae). Мешкає в Африці на південь від Сахари.

## Опис
Довжина птаха становить 19,5-23 см, вага 63 г. Голова, шия і крила синьо-зелені, третьорядні махові пера мають фіолетові кінчики. Обличчя чорне, скроні пурпурові. Спина і надхвістя сині або фіолетові. Хвіст короткий, фіолетовий, надхвістя бронзове. Нижня частина тіла переважно синьо-зелена, живіт фіолетовий. Загалом оперення має характерний райдужний відблиск. Райдужки жовтувато-оранжеві. Дзьоб і лапи чорні. У молодих птахів верхня частина тіла чорнувата з легким синюватим відтінком, нижня частина тіла тьмяна, попеляста. Стернові пера мають зеленуватий відтінок.

## Підвиди
Виділяють два підвиди:
- L. c. chalcurus Nordmann, 1835 — від Сенегалу і Гамбії до Нігерії;
- L. c. emini (Neumann, 1920) — від північного Камеруну до західної Кенії.

## Поширення і екологія
Бронзовохвості мерли мешкають в Сенегалі, Гамбії, Гвінеї-Бісау, Гвінеї, Малі, Сьєрра-Леоне, Кот-д'Івуарі, Буркіна-Фасо, Гані, Того, Беніні, Нігерії, Нігері, Камеруні, Центральноафриканській Республіці, Чаді, Демократичній Республіці Конго, Південному Судані, Судані, Уганді і Кенії. Вони живуть в рідколіссях, саванах і чагарникових заростях, а також на полях і поблизу людських поселень, на висоті до 2000 м над рівнем моря. Під час сезону розмноження ці моногамні птахи зустрічаються парами, а під час негніздового періоду формують зграї. Часто приєднуються до змішаних зграй птахів.
Бронзовохвості мерли живляться переважно комахами і плодами. Шукають їжу переважно на землі, іноді на деревах. Гніздування відбувається впродовж 2-3 місяців у прожміжку між лютим і серпнем, в ладежності від регіону. Гнізда розміщуються в дуплах дерев або на сухих пнях. В кладці 4 блакитнуватих яйця, поцяткованих рудувато-коричневими плямами. Насиджують лише самиці.